# Palazzo del Popolo (Todi)
Il palazzo del Popolo è il Municipio cittadino, sito a piazza del Popolo, a Todi (PG), in Umbria.
Rappresenta un notevole esempio dello stile lombardo-gotico della regione.

## Storia e descrizione
Nel 1213 venne ampliato verso la piazza mentre nel 1228 venne unificato con l'adiacente palazzo del Capitano ed alzato di un piano.
L'edificio è stato oggetto alla fine del XIX secolo di interventi di restauro diretti da Giuseppe Sacconi e Getulio Ceci che hanno portato alla creazione della merlatura sovrastante la struttura.
La facciata ha a piano terra un portico di modesta altezza mentre negli altri due piani sono siti due ordini di polifere.
La torre campanaria è del 1523.
I due edifici sono sede del municipio e del museo civico.